# Héctor Trujillo
Héctor Bienvenido Trujillo Molina (ur. 6 kwietnia 1908 w San Cristóbal, zm. 19 października 2002 w Miami) – generał i polityk Republiki Dominikany, prezydent kraju, nosił przydomek: „Negro”.
Od 1936 do 1942 szef sztabu generalnego, od 1942 do 1952 minister wojny, a także wiceprezydent, od 1952 do 1960 prezydent. Dyktatorską władzę sprawował jego starszy brat, Rafael Leonidas, po którego skrytobójczej śmierci Hector wraz z rodziną został wygnany z kraju.